# Incidente della Byford Dolphin
L'incidente della Byford Dolphin avvenne sulla piattaforma di perforazione Byford Dolphin, di proprietà della compagnia Dolphin Drilling, il 5 novembre 1983; al largo delle coste norvegesi del Mare del Nord.
L'incidente avvenne su una camera di decompressione della struttura durante un'operazione di trasferimento di una coppia di subacquei da una campana subacquea. Durante la decompressione del passaggio che collegava la campana e la camera avvenne una fuoriuscita d'aria che provocò una decompressione incontrollata esplosiva, causando sia la morte di tutti i subacquei all'interno della cabina a causa dello sbalzo di pressione che quella di uno dei due tecnici che stavano praticando la procedura sulla campana dall'esterno. L'incidente è principalmente ricordato per la morte particolarmente cruenta di uno dei subacquei, Truls Hellevik, che finì risucchiato nel passaggio e smembrato dalla pressione.

## L'incidente

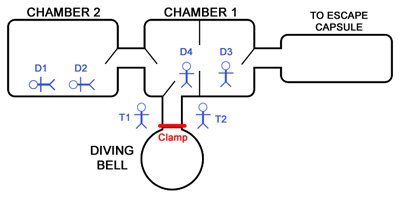
Schema della cabina e della campana al momento dell'incidente, con la posizione delle persone presenti.

Sabato 5 novembre 1983, alle 4:00 del mattino circa (UTC+1), mentre la Byford Dolphin perforava il giacimento di gas di Frigg nel settore norvegese del Mare del Nord, quattro subacquei si trovavano in una camera di decompressione sul ponte della piattaforma, collegata ad una campana subacquea tramite un breve passaggio. I subacquei erano Edwin Arthur Coward, Roy P. Lucas, Bjørn Giæver Bergersen e Truls Hellevik. Erano assistiti dall'esterno da due assistenti subacquei, William Crammond e Martin Saunders.
La cabina era divisa in 3 sezioni (2 + una non utilizzata) e si accedeva al suo interno tramite il passaggio posizionato sulla cabina centrale. Bergersen ed Hellevik stavano rientrando nella cabina dopo il loro turno lavorativo, mentre Coward e Lucas stavano dormendo distesi sui letti della cabina di sinistra. La pressione impostata sia all'interno della cabina che nella campana era di 9 atm.
Appena Bergersen ed Hellevik furono rientrati nella cabina attraverso il passaggio dopo aver sigillato la porta della campana, si iniziò la fase di distaccamento della campana dalla cabina: i due subacquei avrebbero sigillato anche la porta della cabina dall'interno, e Crammond e Saunders avrebbero staccato la campana dopo aver portato la pressione all'interno del tronco ad un livello di 1 atm.
Crammond, tuttavia, sganciò il morsetto quando la porta della cabina era ancora parzialmente aperta e il passaggio non era ancora stato depressurizzato. Le conseguenze furono devastanti: la campana venne scaraventata via dalla forza esplosiva, uccidendo Crammond e causando gravi fratture alla schiena e al collo di Saunders; Coward, Lucas e Bergersen furono uccisi istantaneamente dall'espansione dei fluidi nei loro corpi che portò all'ebollizione del sangue nei loro vasi sanguigni, come dimostrato dall'elevata quantità di tessuto adiposo ritrovato all'interno di essi oltre che nel cuore durante l'autopsia. La sorte peggiore, tuttavia, la subì Hellevik: a causa della sua vicinanza alla fessura di circa 12-13 centimetri che era rimasta aperta, venne risucchiato all'interno di essa dall'addome; finendo per essere eviscerato dei suoi organi interni e risucchiato nella fessura piegato a metà, venendo fatto a pezzi. I suoi resti vennero raccolti e mandati all'autopsia in 4 sacchi separati.
La causa dell'incidente è stata molto dibattuta nel corso degli anni, ma si presuppone sia stata causata dalla stanchezza dopo le molte ore di lavoro e/o dal malfunzionamento dei macchinari.

## Vittime

### Morti

#### All'interno della cabina
- Edwin Arthur Coward ( Regno Unito)
- Roy P. Lucas ( Regno Unito)
- Bjørn Giæver Bergersen ( Norvegia)
- Truls Hellevik ( Norvegia)

#### All'esterno della cabina
- William Crammond ( Regno Unito)

### Feriti
- Martin Saunders ( Regno Unito)